# Bernard Giraudeau
Bernard Giraudeau (18 de junio de 1947 – 17 de julio de 2010) fue un actor, director, productor, guionista y escritor de nacionalidad francesa.

## Biografía

### Inicios
Su nombre completo era Bernard René Giraudeau, y nació en La Rochelle, Francia. Nieto de un marino cap hornier, su padre era un militar de carrera que sirvió en Infantería en Indochina y Argelia. Giraudeau se alistó en la Marina nacional de Francia en 1963, a los 16 años de edad, sirviendo en la misma siete años, y entrando en la Escuela de aprendices mecánicos de la flota de Toulon en Saint-Mandrier-sur-Mer.
Entre 1965 y 1966 fue marinero y después contramaestre, embarcando en el portahelicópteros Jeanne d'Arc (R 97), con el que participó en las dos primeras campañas de aplicación al mar de los oficiales alumnos. Posteriormente embarcó en la Fragata Duquesne, antes de dejar la Marina para probar suerte como actor.
A bordo de diferentes buques dio dos veces la vuelta al mundo, encadenando después diferentes ocupaciones, como en comercios o en una agencia de publicidad, entrando finalmente, a los veintidós años, en una compañía de teatro itinerante originaria de La Rochelle, estudiando en el Conservatorio nacional superior de arte dramáticon entre 1971 y 1974. Allí ganó un primer premio de comedia clásica y moderna.

### Carrera

#### Cine
Giraudeau dio sus primeros pasos en la gran pantalla con Jean Gabin en Deux hommes dans la ville (1973), alternando rápidamente grandes papeles, tanto teatrales como cinematográficos.
En 1987 se inició como director, aunque seguía con su faceta interpretativa.
Actuó también junto a Claude Brasseur y Sophie Marceau en el film La Boum (1980), en el que encarnó a Éric Lehman, el profesor de alemán de Vic (Marceau) y amanta de su madre, papel interpretado por Brigitte Fossey.

#### Literatura

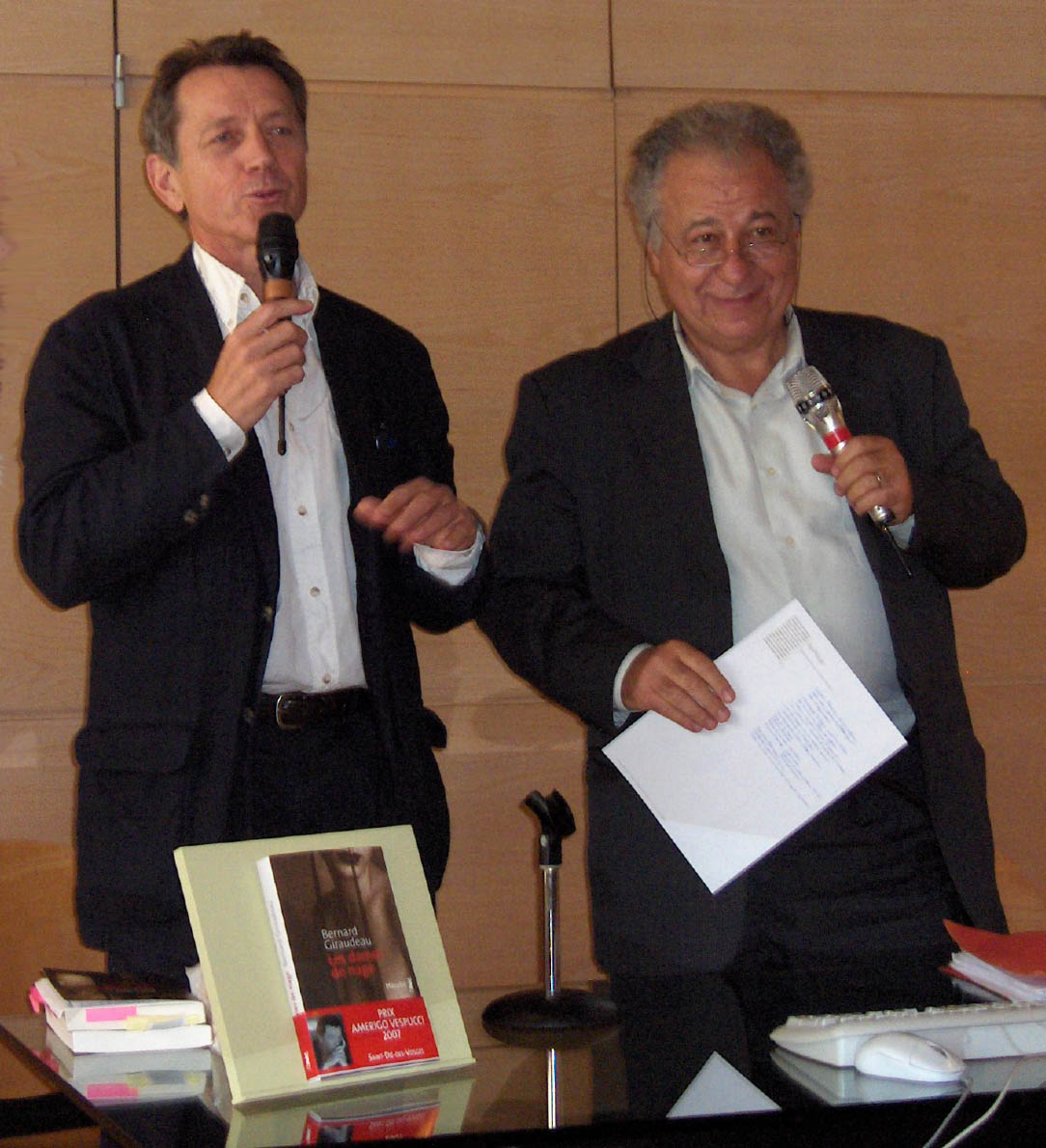
Bernard Giraudeau con Antoine Spire en la presentación de su novela Les Dames de nage

En los últimos años de su vida, se consagró con éxito a la literatura, llegando a ser miembro de la asociación de « Escritores de la marina ». Su novela Les Dames de nage fue número 15 en la lista de las más vendidas en Francia en 2007, totalizando un número de 117000 ejemplares. Su último libro, Cher amour, publicado en mayo de 2009 por Ediciones Métailié, fue octavo en ventas de la lista Relay-Relaxnews entre el 10 y el 16 de junio de 2009.
El 4 de noviembre de 2009 obtuvo el Premio Mac Orlan por Cher amour, pero no pudo recogerlo por motivos de salus.

### Vida privada
En 1985 colaboró con su amigo Jean-Louis Foulquier en la organización del Festival de Música Francofolies, descendiendo mediante rappel la Tour de la Chaîne, en La Rochelle.
Giraudeau fue presidente del certamen de 2009 del Premio Molière, celebrado el 26 de abril de ese año.
Profundamente unido a la Marina nacional, fue padrino de la promoción de 2010 de la École des Mousses (escuela militar preparatoria), y que fue bautizada « Frégate Thétis ». En octubre de 2009 participó en la ceremonia de reapertura del centro, junto al Ministro de Defensa Hervé Morin y el Almirante  Pierre-François Forissier, Jefe del Estado mayor de la marina.
La primera compañera sentimental de Giraudeau fue la actriz Anny Duperey, con la cual vivió dieciocho años, y con la que tuvo dos hijos, Gaël (nacido en 1982) y la actriz Sara Giraudeau (nacida en 1985), revelación femenina de los Molières de 2007.
Su segunda compañera fue Béatrice Agenin, a la que conoció en el Conservatorio.
Su última relación tuvo lugar con Thora Mahdavi-Chalandon, previamente casada con el hijo de Albin Chalandon, Fabien, con el cual había tenido dos gemelas: Lætitia y Alexia, nacidas en 1988.

### Enfermedad
En el año 2000, a causa de un cáncer se le tuvo que extirpar el riñón derecho. Cinco años después tuvo una metástasis en el pulmón, lo que le obligó a limitar sus actividades. Giraudeau empezó a practicar la meditación con la guía de Jon Kabat-Zinn, grabando con él un disco de meditaciones. Todo ello le llevó a dedicar parte de su tiempo a ayudar a los enfermos, cooperando con el Instituto Curie y el Instituto Gustave Roussy.
Bernard Giraudeau  falleció el 17 de julio de 2010 en el Hospital Georges Pompidou, en París, a los 63 años de edad, como consecuencia de su cáncer.

## Teatro
- 1971 : Pauvre France !, de Ron Clark y Sam Bobrick, adaptación de Jean Cau, escenografía de Michel Roux, Théâtre Fontaine
- 1972 : La Camisole, de Joe Orton, escenografía de Jacques Mauclair, Théâtre Moderne
- 1973 : La Reine de Césarée, de Robert Brasillach, escenografía de Jean-Laurent Cochet, Théâtre Moderne
- 1974 : Pourquoi la robe d'Anna ne veut pas redescendre, de Tom Eyen, escenografía de Armand Ridel, Monfort-Théâtre
- 1975 : Sur le fil, de Fernando Arrabal, escenografía de Jorge Lavelli, Théâtre de l'Atelier
- 1975 : Le Prince de Hombourg, de Heinrich von Kleist, escenografía de Jean Négroni, Maison des arts et de la culture de Créteil
- 1976 : No habrá guerra de Troya, de Jean Giraudoux, escenografía de Jean Mercure
- 1980 : Attention fragile, de André Ernotte y Elliot Tiber, escenografía de André Ernotte, Théâtre Saint-Georges, con Anny Duperey
- 1983 : K2, de Patrick Meyers, escenografía de Georges Wilson, Teatro de la Porte Saint-Martin
- 1986 : La Répétition ou l'Amour puni, de Jean Anouilh, escenografía de Bernard Murat, Théâtre Édouard VII
- 1988 : Les Liaisons dangereuses, de Christopher Hampton a partir de Pierre Choderlos de Laclos, escenografía de Gérard Vergez, Théâtre Édouard VII, 1989 : Théâtre des Célestins
- 1990 : Le Plaisir de rompre y Le Pain de ménage, de Jules Renard, escenografía de Bernard Murat, Teatro de los Campos Elíseos, Théâtre Édouard VII
- 1992 : L'Aide-mémoire, de Jean-Claude Carrière, escenografía de Bernard Murat, Teatro de los Campos Elíseos
- 1995 : La importancia de llamarse Ernesto, de Oscar Wilde, escenografía de Jérôme Savary
- 1997 : Le Libertin, d'Éric-Emmanuel Schmitt, escenografía de Bernard Murat, Théâtre Montparnasse
- 2000 : Becket, de Jean Anouilh, escenografía de Didier Long, Théâtre de Paris
- 2003 : Petits Crimes conjugaux, de Éric-Emmanuel Schmitt, escenografía de Bernard Murat, Théâtre Édouard VII
- 2005 : Ricardo III, de William Shakespeare, escenografía de Didier Long, La Coursive, La Rochelle

## Filmografía

### Actor

#### Cine

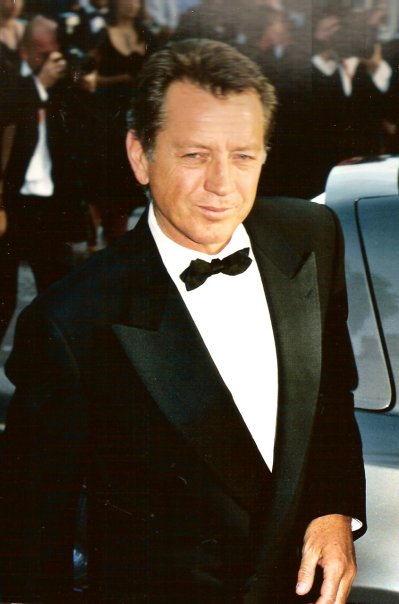
Bernard Giraudeau en el Festival de Cannes 2003

- 1973 : Revólver, de Sergio Sollima
- 1973 : Deux hommes dans la ville, de José Giovanni
- 1975 : La Petite Gare
- 1975 : Le Gitan, de José Giovanni
- 1976 : Jamais plus toujours, de Yannick Bellon
- 1976 : Bilitis, de David Hamilton
- 1977 : Le Juge Fayard dit Le Shériff, de Yves Boisset
- 1977 : Moi, fleur bleue, de Éric Le Hung
- 1977 : Et la tendresse ? Bordel !, de Patrick Schulmann
- 1979 : Le Toubib, de Pierre Granier-Deferre
- 1980 : La Boum, de Claude Pinoteau
- 1981 : Viens chez moi, j'habite chez une copine, de Patrice Leconte
- 1981 : Croque la vie, de Jean-Charles Tacchella
- 1981 : Passion d'amour, de Ettore Scola
- 1982 : Le Grand Pardon, de Alexandre Arcady
- 1982 : Hécate, maîtresse de la nuit, de Daniel Schmid
- 1982 : Meurtres à domicile, de Marc Lobet
- 1983 : Le Ruffian, de José Giovanni
- 1983 : Papy fait de la résistance, de Jean-Marie Poiré
- 1984 : El más salvaje entre todos, de Gilles Béhat
- 1984 : L'Année des méduses, de Christopher Frank
- 1985 : Les Spécialistes, de Patrice Leconte
- 1985 : Bras de fer, de Gérard Vergez
- 1985 : Moi vouloir toi, de Patrick Dewolf
- 1985 : Les Loups entre eux, de José Giovanni
- 1986 : Jeu de société, de Raoul Girard
- 1986 : Expreso a la emboscada, de Gilles Béhat
- 1986 : Poussière d'ange, de Édouard Niermans
- 1987 : L'Homme voilé, de Maroun Bagdadi
- 1987 : Vent de panique, de Bernard Stora
- 1990 : La Reine blanche, de Jean-Loup Hubert
- 1991 : Le Coup suprême, de Jean-Pierre Sentier
- 1991 : Après l'amour, de Diane Kurys
- 1992 : Drôles d'oiseaux, de Peter Kassovitz
- 1993 : Une nouvelle vie, de Olivier Assayas
- 1994 : Elles ne pensent qu'à ça..., de Charlotte Dubreuil
- 1994 : Le Fils préféré, de Nicole Garcia
- 1996 : Les Caprices d'un fleuve (también director)
- 1996 : Ridicule, de Patrice Leconte
- 1997  : TGV, de Moussa Touré (también productor)
- 1997 : Marianna Ucrìa, de Roberto Faenza
- 1997 : Marquise, de Véra Belmont
- 1997 : Marthe, de Jean-Loup Hubert
- 1998 : TGV, de Moussa Touré
- 1999 : Le Double de ma moitié, de Yves Amoureux
- 2000 : Gotas de agua sobre piedras calientes, de François Ozon
- 2000 : Une affaire de goût, de Bernard Rapp
- 2002 : La Petite Lili, de Claude Miller
- 2002 : Ce jour-là, de Raoul Ruiz
- 2003 : Les Marins perdus, de Claire Devers
- 2004 : Je suis un assassin, de Thomas Vincent
- 2004 : Chok-Dee, de Xavier Durringer

#### Televisión
Telefilmes
- 1971 : Au théâtre ce soir : Misère et noblesse, de Eduardo Scarpetta, escenografía de Jacques Fabbri, dirección de Pierre Sabbagh, Théâtre Marigny
- 1975 : Pourquoi la robe d'Anna ne veut pas redescendre
- 1976 : Histoire de rire
- 1976 : Un jeune homme rebelle, de Paul Seban
- 1978 : L'Équipage, de André Michel
- 1979 : Louis XI ou le pouvoir central
- 1988 : La Face de l'ogre
- 1989 : La Grande Cabriole
- 1995 : Confession secrète
- 1996 : Une ex pas possible
- 1996 : Saint-Exupéry : La Dernière Mission
- 1997 : Si je t'oublie Sarajevo
- 1999 : Nana
- 2001 : Une fille dans l'azur
- 2002 : La mort est rousse
- 2003 : Leclerc, un rêve d'Indochine
- 2003 : Mata Hari, la vraie histoire
- 2004 : Dans la tête du tueur
- 2005 : L'Empire du Tigre

Series
- 1972 : Les Évasions célèbres
- 1973 : La Porteuse de pain
- 1973 : L'Éloignement, de Jean-Pierre Desagnat
- 1973 : Arsène Lupin
- 1974 : Les Oiseaux de Meiji Jingu
- 1975 : Les Mohicans de Paris, de Bernard Borderie
- 1976 : Nouvelles de Henry James
- 1981 : Blanc, bleu, rouge
- 1998 : La Poursuite du vent
- 1999 : Scherpa

### Director y guionista
- 1988 : La Face de l'ogre (telefilm)
- 1991 : L'Autre
- 1992 : Un été glacé (telefilm)
- 1996 : Les Caprices d'un fleuve
- 2014 : Mirage d’amour avec fanfare, de Hubert Toint (guion)

### Director de documentales
- Les carnets de voyage de Bernard Giraudeau :
  - 1992 : La Transamazonienne
  - 1999 : Un ami chilien
  - 1999 : Chili Norte - Chili Sur
  - 2003 : Esquisses Philippines

### Narrador de documentales
- 2000 : La Tombe du prince scythe[11]
- 2002 : Les mystères d'Alexandrie
- 2004 : La Terre vue du ciel
- 2004 : Les ailes des héros
- 2005 : Jules Verne et la mer
- 2005 : Hiroshima
- 2005 : KOURSK un sous-marin en eaux troubles
- 2007 : La SNCF, une entreprise en mouvement
- 2009 : Au-delà des cimes

### De Bernard Giraudeau

#### Obras
- 1992 : Transamazonienne, Éditions Odyssée, fotos Pierre-Jean Rey ISBN 2909478017
- 1996 : Les Caprices d'un fleuve, Éditions Mille et Une Nuits, ISBN 9782842050559
- 2001 : Le Marin à l'ancre, Éditions Métailié ISBN 2-86424-389-X
- 2002 : Les Contes d'Humahuaca, ilustraciones de Joëlle Jolivet, Éditions Métailié / Seuil jeunesse ISBN 2020567369
- 2003 : Ailleurs, comentario sobre las pinturas de Olivier Suire Verley, Éditions PC ISBN 2912683254
- 2004 : Les Hommes à terre, Éditions Métailié ISBN 2864245825
- 2005 : « Holl le marin », en Nos marins, obra colectiva de loss Écrivains de Marine, Éditions des Équateurs ISBN 2-84990-028-1
- 2007 : Les Dames de nage, Éditions Métailié ISBN 2864246147
- 2007 : « Le Retour du quartier-maître », en Nos mers et nos océans, obra colectiva de los Écrivains de Marine, Éditions des Équateurs, ISBN 978-2-84990-050-5
- 2009 : Cher amour, Éditions Métailié ISBN 2864246872

#### Cómics (guionista)
- 2008 : R97 : les hommes à terre, éd. Casterman ISBN 978-2-203-39155-0
- 2011 : Les Longues Traversées, éd. Dupuis ISBN 978-2-800-14854-0

#### Libros sonoros
- 1983 : Blanche-Neige et les Sept Nains, historia del film de Walt Disney contada por Bernard Giraudeau
- 1992 : Pedro y el lobo, de Serguéi Prokófiev, contado por Bernard Giraudeau
- 1992 : Textes pour un Poème, con Andrée Chedid y Osvaldo Torres
- 1999 : L'âne et la grenouille
- 2000 : Harry Potter y la piedra filosofal, leído por Bernard Giraudeau
- 2001 : Harry Potter y la cámara secreta, leído por Bernard Giraudeau
- 2002 : Harry Potter y el prisionero de Azkaban, leído por Bernard Giraudeau
- 2002 : Les Contes d'Humahuaca
- 2004 : Le Marin à l'ancre
- 2004 : Historia de una gaviota y del gato que le enseñó a volar, de Luis Sepúlveda
- 2004 : La vuelta al mundo en ochenta días, de Julio Verne
- 2006 : El principito
- 2007 : Harry Potter y el cáliz de fuego, leído por Bernard Giraudeau
- 2009 : Les Dames de nage

### Sobre Bernard Giraudeau

#### Escritos
- V. Micheli, « Bernard Giraudeau : un philosophe aimable », L'Avant-Scène Cinéma, 1997, número 462
- Stéphane Rolet, « Entre la norme et le caprice : Les voies du métissage dans Les Caprices d'un fleuve de Bernard Giraudeau (1996) », La Licorne, 2004, número 69
- Mara Viliers & Gilles Gressard, Collection Ramsay : Stars d'aujourd'hui número 1 Bernard Giraudeau, 1985
- Bertrand Tessier, Bernard Giraudeau le baroudeur romantique, Éditions l'Archipel, avril 2011. Une biographie riche de soixante-cinq témoignages inédits, d'extraits de correspondances et de photos d'enfance.

#### Documentales
- Bernard Rapp, Collection les feux de la rampe: Bernard Giraudeau, DVD, 2003
- Bernard Giraudeau, le baroudeur romantique, de Bertrand Tessier, produit par Jean-François Lepetit, France 5, 2012

## Premios y distinciones
Festival Internacional de Cine de Venecia
| Año  | Categoría                 | Película      | Resultado |
| ---- | ------------------------- | ------------- | --------- |
| 1987 | Golden Ciak - Mejor actor | L'homme voilé | Ganador   |

- Primer premio de comedia clásica y moderna en el Conservatorio nacional superior de arte  dramático de París.
- Miembro del comité patrocinador de la Coordinación para la educación a la no violencia y a la paz.
- Nombrado el 29 de octubre de 2005 Escritor de Marina por la Marina nacional de Francia.[13]
- El 7 de octubre de 2007 recibió el premio Amerigo-Vespucci durante el Festival internacional de geografía de Saint-Dié-des-Vosges, además del premio de los lectores de L'Express y el premio literario de Les Sables-d'Olonne por su novela Les Dames de nage.

- Premio Molière :
  - 1993 : nominado al mejor actor por L'Aide-mémoire
  - 1997 : nominado al mejor actor por Le Libertin
  - 2001 : nominado al mejor actor por Becket

- Premios César :
  - Premios César 1980: nominado al César al mejor actor secundario por Le Toubib
  - Premios César 1992: nominado al César a la mejor ópera prima por L'Autre
  - Premios César 1995: nominado al César al mejor actor secundario por Le Fils préféré
  - Premios César 1997: nominado al César al mejor actor secundario por Ridicule
  - Premios César 2001: nominado al César al mejor actor por Une affaire de goût